# Sarcophaga
Sarcofagele (Sarcophaga) sau muștele de carne sunt un gen de muște răspândit în toată lumea din familia sarcofagidelor (Sarcophagidae) de culoare cenușie care depun larve pe substraturile organice în descompunere, mai rar în răni, provocând miaze la om și animale. Muștele adulte pot fi găsite în casă, fiind atrase de materiile fecale proaspăt depuse sau substraturile organice în descompunere. Cele mai comune specii sunt Sarcophaga haemorrhoidalis, care este răspândită pe scară largă în America, Europa, Africa și Asia,  și Sarcophaga carnaria comună în regiune palearctică. 

## Morfologia externă
Sarcofagele sunt muște mari și păroase fără colorit metalic, cu o lungime de circa 10-25 mm. Ele sunt, de obicei, cenușii. Toracele adulților are trei dungi longitudinale largi și negre sau brun închise. Abdomenul este marcat bogat cu pete pătrate de culoare închisă, negru pe gri, pe un fundal cenușiu, dându-i un aspect în tablă de șah. Picioarele sunt negre.

## Ciclul de viață
Majoritatea muștelor sarcofage își reduc lungimea ciclului biologic prin depunerea larvelor de stadiul întâi, care sunt extrem de active. Femelele sunt vivipare (larvipare), larvele ies din ouă în abdomenul femelei și sunt depuse ca primul stadiu larvar pe substraturile organice în descompunere, așa cum fac și muștele țețe și speciile de muște Wohlfahrtia. Aceasta creează un mare avantaj față de concurenții potențiali (muștele califoride) pentru hrană din cauza că distrugerea ouălor de către răpitori sau paraziți este evitată, iar larvele se pot hrăni imediat, în loc să aștepte pentru a ieși din ou câteva zile înainte de hrănire. Sarcophaga crassipalpis depune ouă care conțin larve de stadiul întâi complet dezvoltate, capabile de eclozare imediată.
Larvele sunt depuse în grupe de 30-60, pe cadavre de animale în descompunere, excremente umane și animale, alimente în putrefacție, mai rar în răni. Larvele sunt necrofagi primari. 
Larva matură este vermiformă și dens spinulosă. Cefaloscheletul larvar are coarne dorsale bifurcate. În contrast cu larvele muștelor califoride, spiraculii (=orificiile respiratoare) caudali ai larvei sarcofagide sunt ascunși, retrași într-o fosă adânca și în plus au și benzi de spicule situate pe corp. Larvele muștelor Sarcophaga sunt practic imposibil de distins de cele ale speciilor Wohlfahrtia. 
Dezvoltarea larvară în vreme caldă durează doar 3-4 zile, după care larvele se îngropa în sol și se metamorfozează în nimfă. Stadiul de pupă durează circa 7-12 zile. 

## Importanța medicală și veterinară
În toată lumea, Sarcophaga este asociată cu omul și animalele, multe specii fiind incriminate ca agenți miazigeni facultativi. Douăzeci dintre acestea afectează omul, mai ales prin pseudomiaza tractului digestiv și, uneori, prin leziuni ale urechii etc.
Larvele sunt de obicei depuse pe hoituri, și mai foarte rar în răni, unde provocă miaze facultative, de obicei, nesevere, deoarece se hrănesc în principal pe țesuturile necrotice.
Speciile de Sarcophaga sunt miazigene secundare, neputând produce singure miaze cutanate, ele depun larve pe leziunile create de larvele altor specii miazigene de muște (Calliphora, Lucilia etc.). În plăgi, specia observată de obicei este Sarcophaga haemorrhoidalis, cu toate că are tendința de a urma infestației cu alte califoride, care au jucat rol de paraziți primari, de exemplu Lucilia sericata sau Wohlfahrtia magnifica. În Libia, Sarcophaga tibialis a fost izolată din leziuni ale scalpului, asociată fiind cu infestația cu Microsporum audouini. Miazele datorate speciei Sarcophaga se întâlnesc mai rar, comparativ cu cele provocate de Wohlfahrtia. 
Larvele de Sarcophaga sunt frecvent incriminate în miaza (pseudomiaza) intestinală accidentală, cauzând disconfort, dureri și tulburări digestive sau nervoase, înainte ca larvele să fie expulzate vii sau moarte prin materiile fecale. Contaminarea are loc prin alimentele care conțin larve proaspăt eclozate sau mature care sunt înghițite. 
Deoarece muștele adulte de Sarcophaga frecventează rănile purulente, excrementele și materiile animale în descompunere, ele pot fi vectori mecanici ai diferiților agenți patogeni. Habronema megastoma are ca gazdă intermediară muștele Sarcophaga. Larvele de Trichinella spiralis pot trăi 5-8 zile în corpul muștelor sarcofage, care sunt considerate rezervoare naturale și vectori pentru aceste larve.

## Referințe

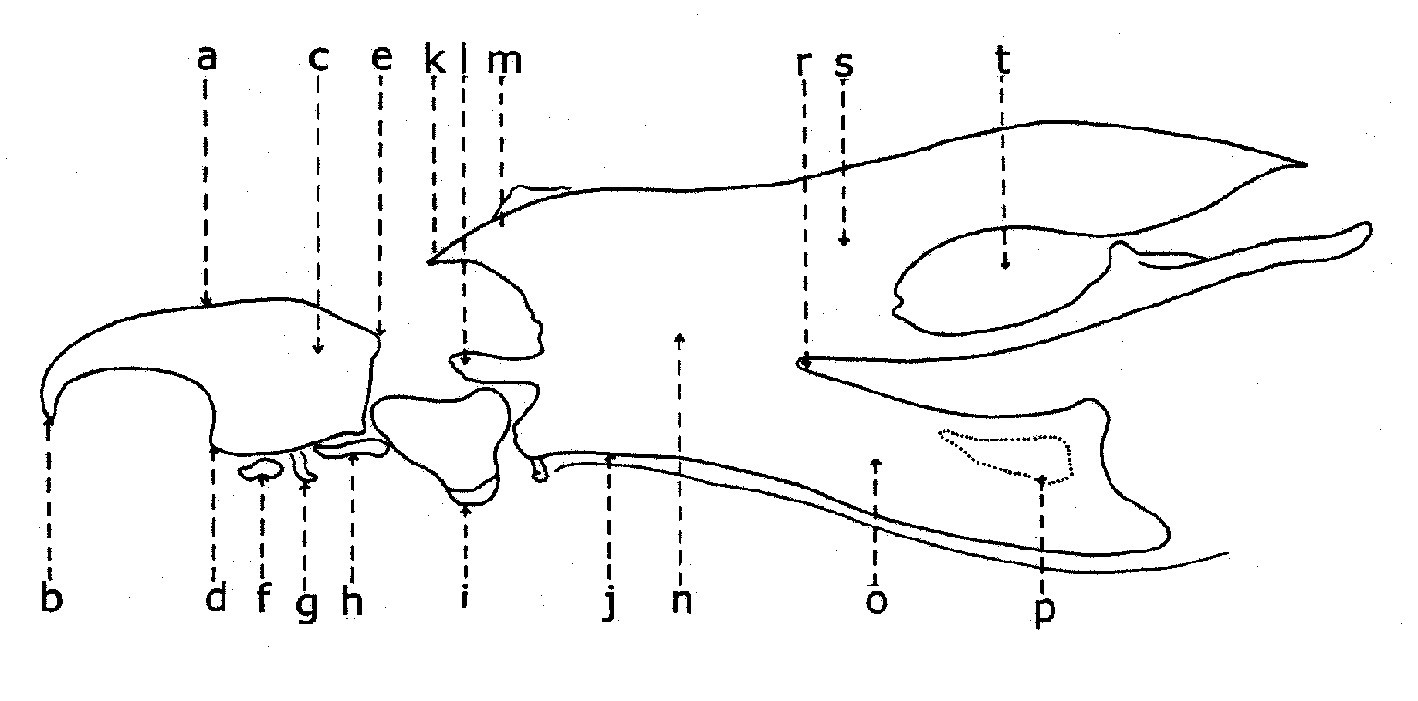
Fig. x. Schelet cephalo-faringeal al larvei din stadiul III de Sarcophaga lehmanni Mueller.

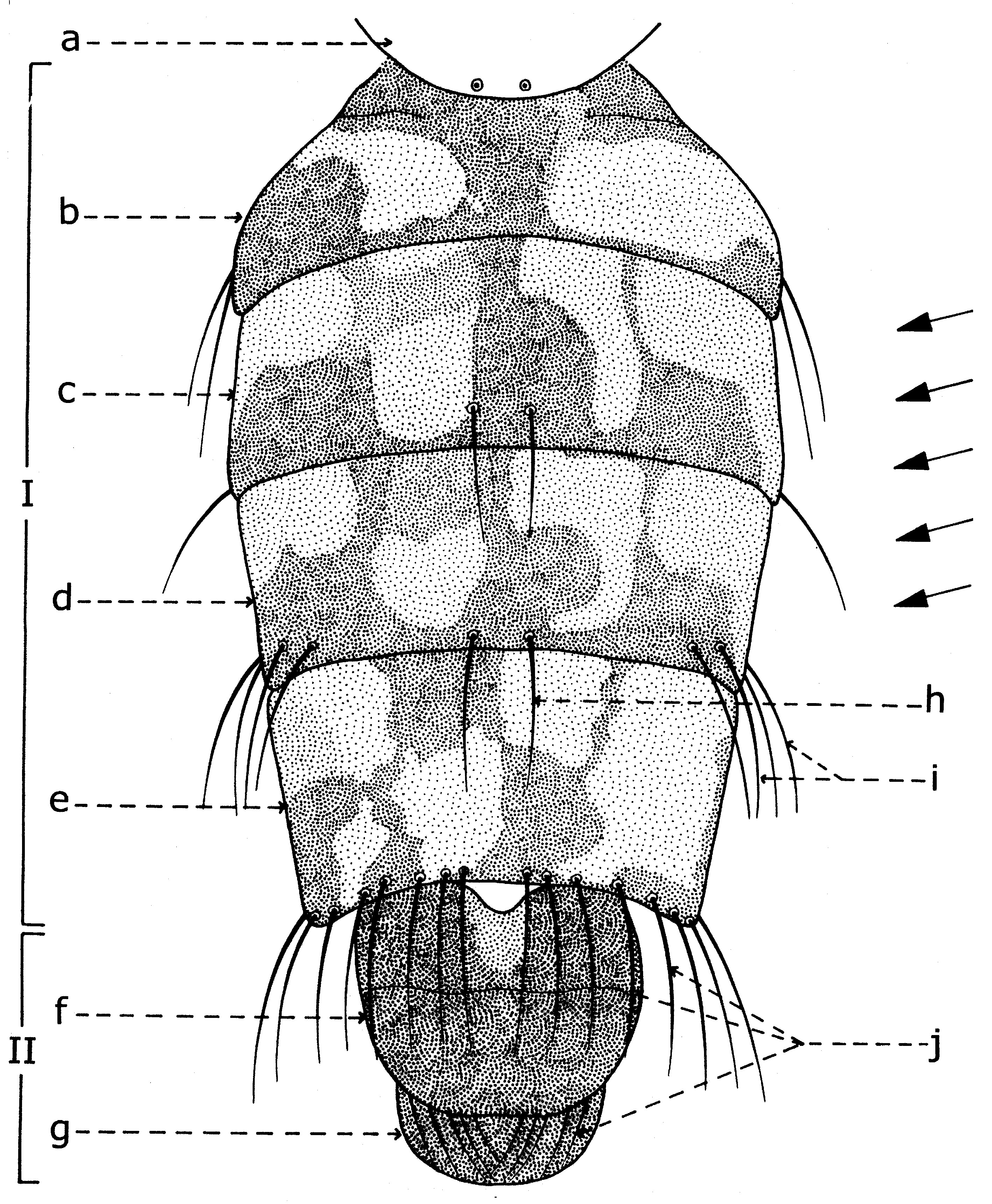
Fig. xx. Abdomen de Sarcophaga carnaria Böttcher, 1912, vu dorsalement. Explication de la fig. 16. Abdomen du mâle de Sarcophaga carnaria Böttcher: I: préabdomen; II: postabdomen; a: scutellum; b: segment I+II; c: segment III; d: segment IV e: segment V f: tergite génital; g: tergite anal; h: macrochètes médio-marginaux postérieurs; i: macrochètes marginaux postéro-latéraux; j: macrochètes marginaux postérieurs.

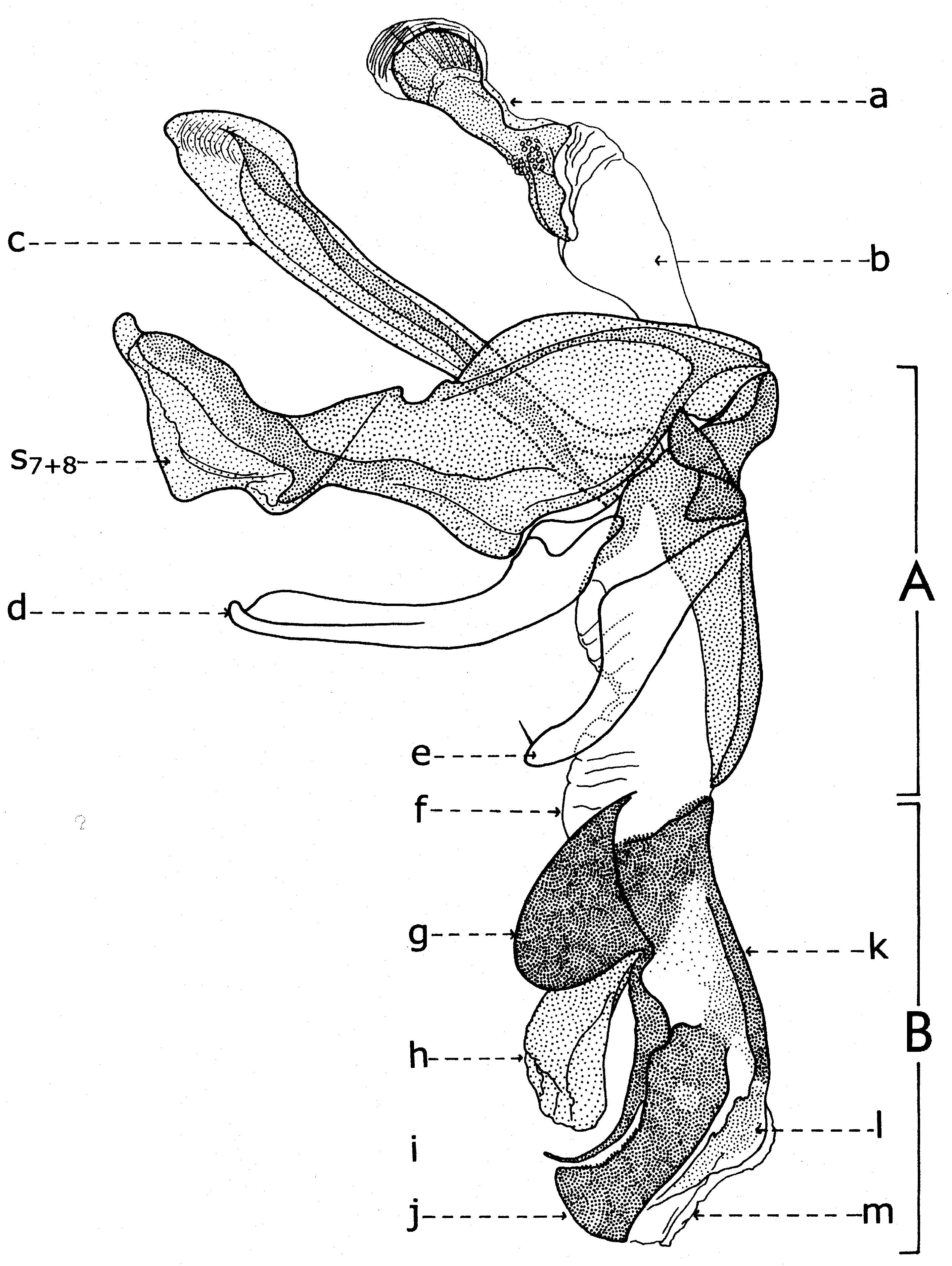
Fig. 20. Phallosome de Sarcophaga carnaria Böttcher, 1912.

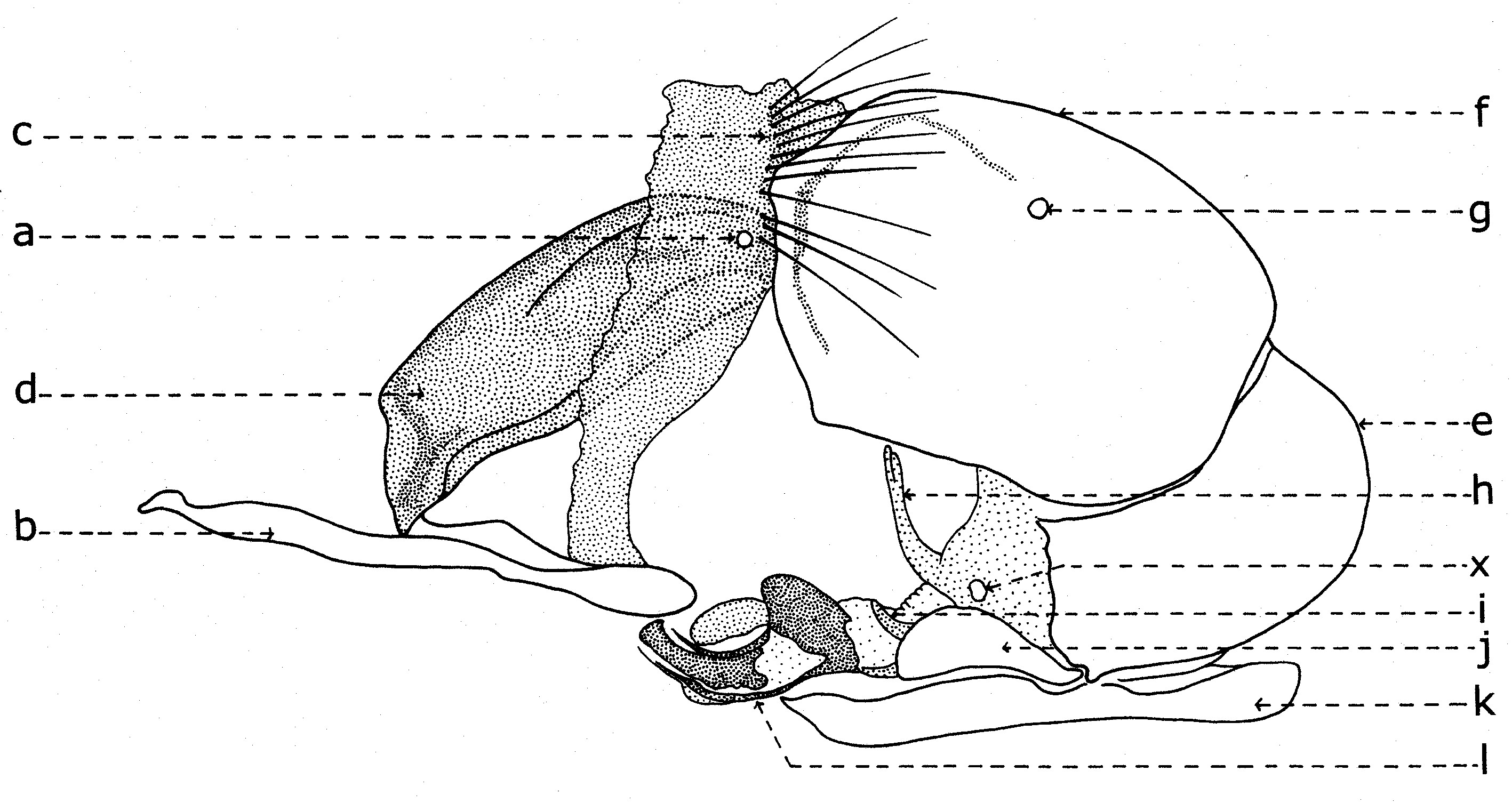
Fig. 19. Postabdomen de Sarcophaga carnaria Böttcher, 1912, văzut lateral.
a: spiracul 6; b: sternite V; c: hemitergitul VI; d: sternitul VI; e: tergitul anal; f: tergitul genital; g: spiracl 7; h: pregonite; i: postgonite; j: paralobi; k: cerci; l: organul copulator; x:sternitul X.

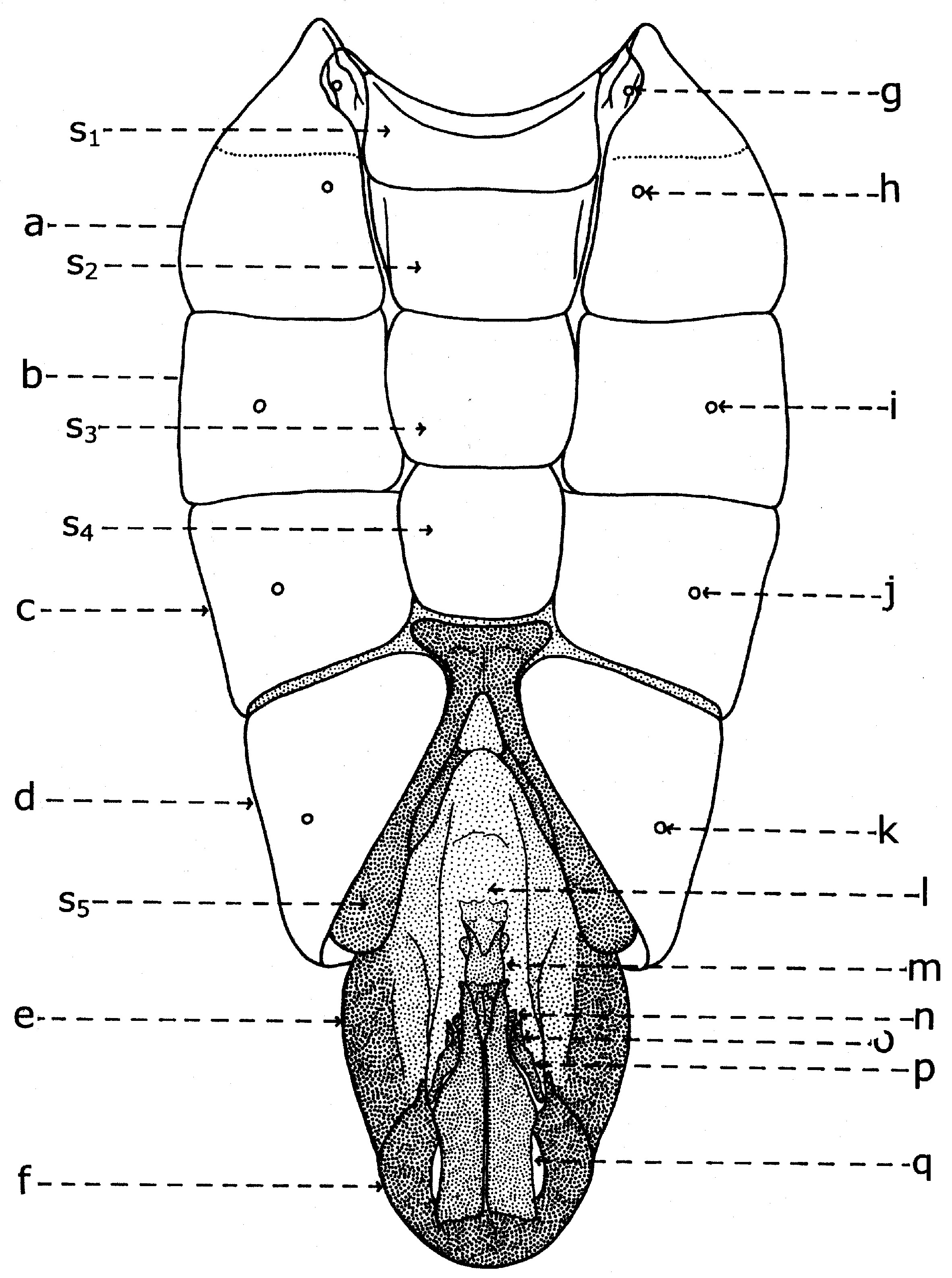
Fig. 17. Abdomen de Sarcophaga carnaria Bottcher, vu ventralement. Explication de la fig. 17. Abdomen du male de Sarcophaga carnaria Bottcher, vu ventralement. a: tergite I+II; b: tergite III; c: tergite IV; d: tergite V; e: segment génital; f: segment anal; g: spiracle 1; h: spiracle 2; i: spiracle 3; j: spiracle 4; k: spiracle 5; l: chambre génitale; m: phallosome; n: postgonites; o: prégonites; p: paralobes; q: cerques; s1: sternite I; s2: sternite II; s3: sternite III; s4: sternite IV; s5: sternite V.

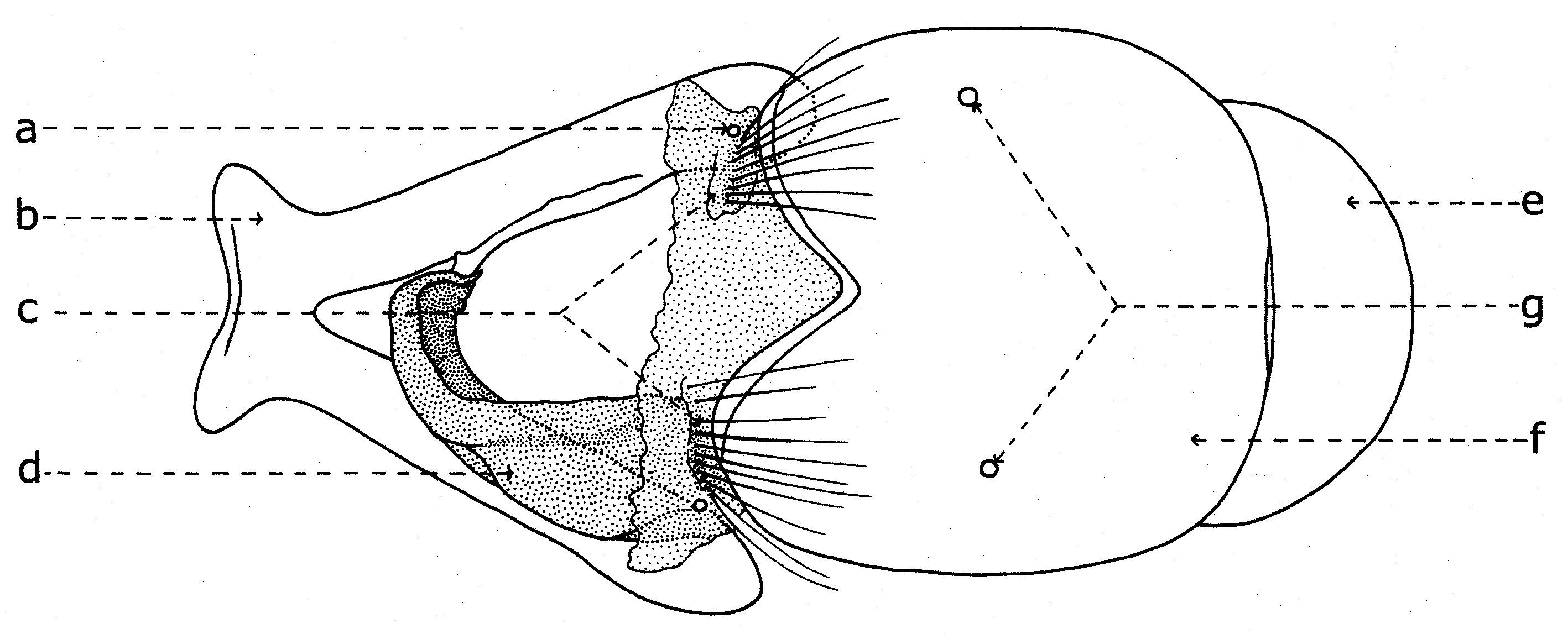
Fig. 18. Postabdomen de Sarcophaga carnaria Böttcher, 1912, vu dorsalement.
Explication de la fig. 18. Postabdomen male de Sarcophaga carnaria, vu dorsal. a: spiracle 6; b: sternite V; c: hemitergites VI; d: sternite VI; e: tergite anal; f: tergite genital; g: spiracles 7.

## Importanța medico-legală
Speciile de Sarcophaga sunt deosebit de importante în entomologia medico-legală, deoarece ele sunt primele, sau unele dintre primele, artropode care  ajung la un cadavru. Speciile de Sarcophaga sunt insecte zburătoare rapide și pot zbura în condiții meteorologice nefavorabile atunci când alte specii de artropode sunt incapabile de a zbura. Muștele Sarcophaga sunt cel mai adesea asociate cu cadavre găsite în interiorul clădirilor, mai ales în lunile de vară. Muștele sarcofage și califoride sunt folosite pentru calcularea intervalului post-mortem (IPM) în investigațiile deceselor; deoarece ciclul lor de dezvoltare este scurt, ele sunt folosite mai ales pentru calcularea IPM în primele 3-4 săptămâni după deces. Această specii sunt folosite și pentru estimarea IPM pe rămășițele cadavrelor arse. În prezent este folosită tehnologia ADN atât pentru determinarea speciei insectelor, cât și pentru recuperarea și identificarea sângelui cu care s-au hrănit insectele.